# Diccon Bewes
Diccon Bewes (* 1967 in Hampshire, Grossbritannien; † 11. März 2025) war ein britisch-schweizerischer Autor und Reisejournalist.
Bekannt wurde Bewes durch seine Bücher über die Schweiz, besonders mit dem Buch «Der Schweizversteher: Ein Engländer unter Eidgenossen». Das Buch wurde zu einem Bestseller in der Schweiz, und der Schriftsteller ist auch unter Schweizern sehr beliebt.

## Leben
Diccon Bewes wuchs an der Küste Südenglands auf. Er studierte Internationale Beziehungen an der London School of Economics and Political Science. Nach seinem Studium begab er sich auf eine 18-monatige Weltreise. Anschliessend arbeitete er für den Reiseverlag Lonely Planet als Marketing-Manager. Auch schrieb er für das Reisemagazin «Holiday Which?». Aufgrund gesundheitlicher Probleme zog er 2005 in die Schweiz nach Bern. Von 2005 bis 2011 leitete er den Englisch-Bookshop in der Buchhandlung Stauffacher in Bern. Seitdem war er als freier Schriftsteller tätig. Diccon Bewes lebte und arbeitete in Bern. 2020 erwarb er das Schweizer Bürgerrecht, er war britisch-schweizerischer Doppelbürger.
Mit britischem Humor sagte er z. B.: «Ich sage immer, die Schweizer sind wie Kokosnüsse: Sie haben eine harte Schale – aber im Innern sind sie herrlich gut.»
Bewes starb im März 2025, kurz vor der Veröffentlichung seines letzten Buchs, an Krebs.

## Werke
- Der Schweizversteher: Ein Engländer unter Eidgenossen. Piper Verlag, München 2012, ISBN 978-3-89029-403-2.
- Swiss watching : inside Europe's landlocked island. Nicholas Brealey Publishing, London 2010, ISBN 978-1-85788-548-4.
- Immer schön langsam : Eine Zeitreise durch die Schweiz auf den Spuren von Thomas Cook. Piper Verlag, München 2014, ISBN 978-3-89029-448-3.
- Around Switzerland in 80 Maps. Helvetiq, ISBN 978-2-940481-30-9.
- Mit 80 Karten durch die Schweiz. Eine Zeitreise. Hier und Jetzt, Zürich 2015, ISBN 978-3-03919-344-8.
- How to be Swiss: an instruction manual. Bergli Books, 2016, ISBN 978-3-03869-000-9.
- Swiss 52: Unvergessliche Orte. Bergli Books, 2021, ISBN 978-3-03869-102-0
- Cartographica Helvetica: der Schweizer Atlas für Neugierige. Helvetiq, 2021, ISBN 978-3-907293-28-7.
- Zugerlebnis Schweiz: 35 gemütliche Fahrten mit Panorama. Helvetiq, 2025, ISBN 978-3-03964-097-3.